# Cordas tendinosas

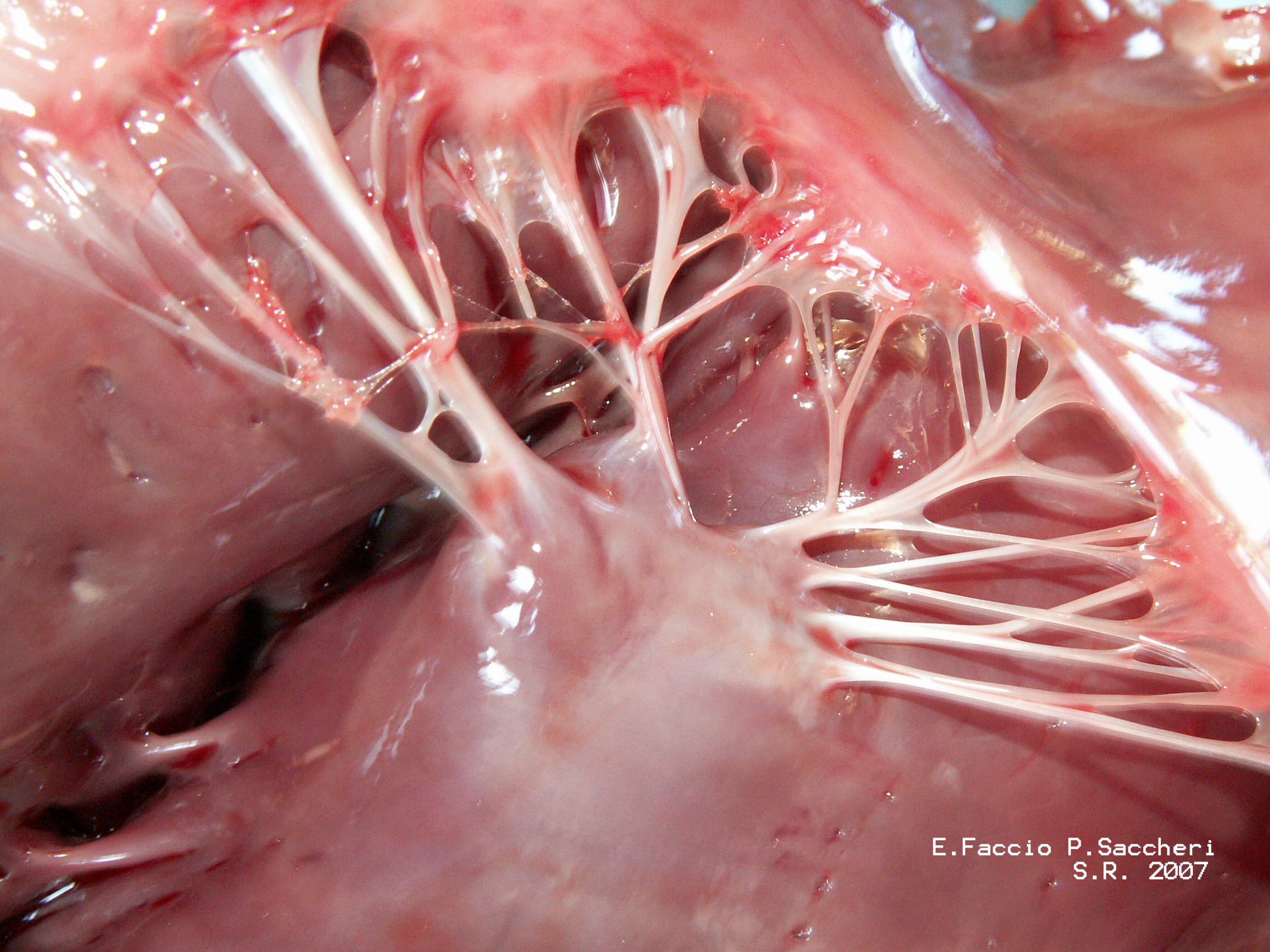
Músculos papilares e cordas tendinosas no interior do coração.

Cordas tendinosas ou cordas tendíneas são tendões que ligam cada cúspide das válvulas cardíacas aos músculos papilares nos ventrículos do coração, o que impede que as válvulas se invertam durante a contração ventricular.